# Dansk Folkefællesskab

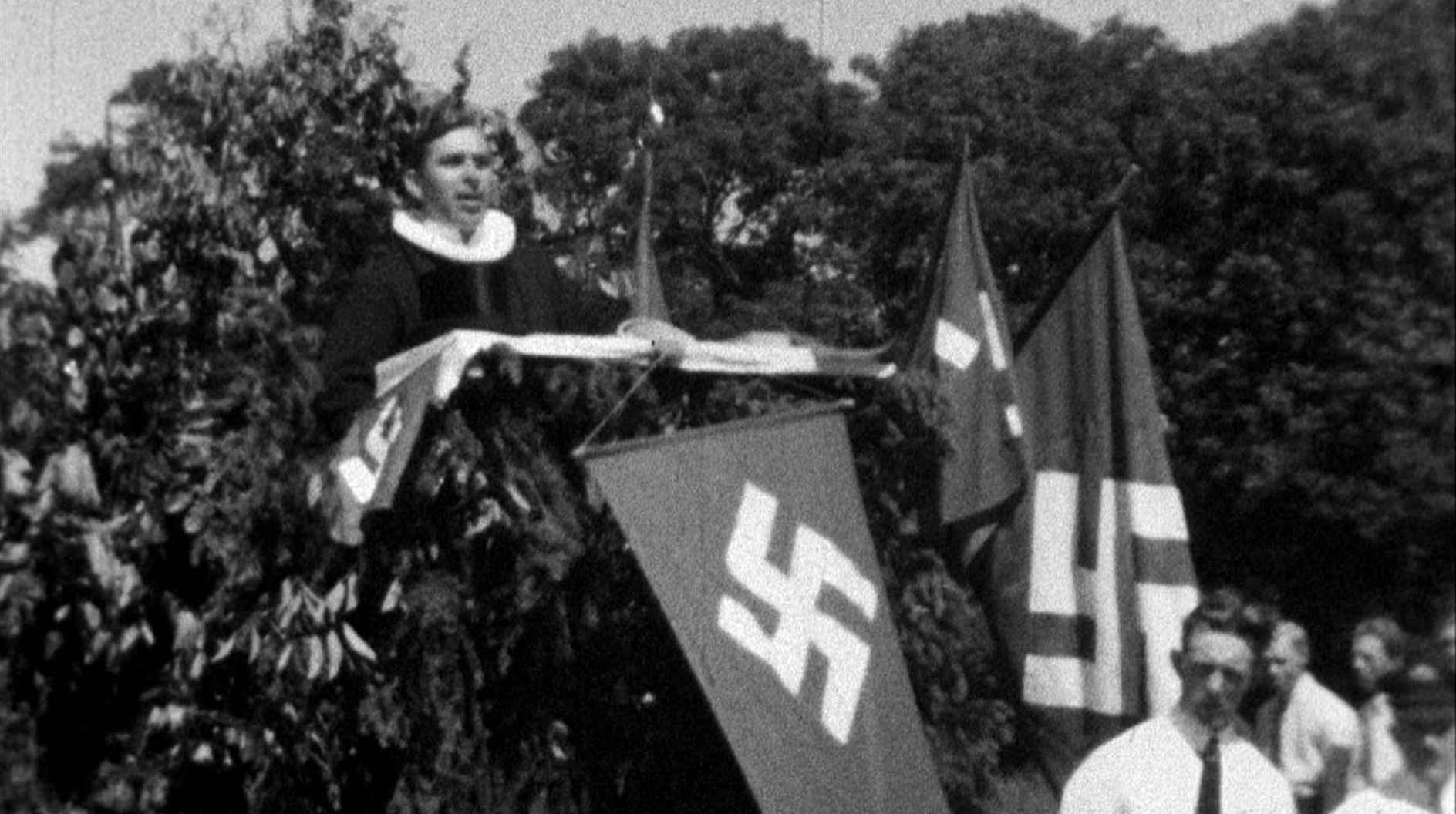
Anders Malling

Dansk Folkefællesskab var ett utbrytarparti från Danmarks Nationalsocialistiske Arbejderparti (DNSAP) och grundades 24 maj 1936. Fram till 1939 leddes partiet av prästen Anders Malling. Ur ideologisk synvinkel var man starkt kritisk till vad man ansåg vara DNSAP:s tendenser att lägga sig alltför nära partiets tyska förebild NSDAP.
Partiet, som framför allt vann terräng i Århus Amt, blev aldrig stort. Man medverkade i flera diskussioner om tätare samarbete med högern och 1937 antydde man vid flera tillfällen ett intresse för Dansk Samling. 17 oktober 1940 anslöt man sig till Den Nationale Blok.

### Översättning
Den här artikeln är helt eller delvis baserad på material från danskspråkiga Wikipedia.

### Webbkällor
- http://ditt.almanet.dk/dknazister.html
- http://www.tidsskrift.dk/visning.jsp?markup=&print=no&id=80966
- https://web.archive.org/web/20050504215812/http://www.lundbak.dk/Henrik/Afh_sum/DS-resume_-_Kapitel_6.htm